# Sisyrinchium maipoanum
Sisyrinchium maipoanum är en irisväxtart som beskrevs av Pierfelice Ravenna. Sisyrinchium maipoanum ingår i släktet gräsliljor, och familjen irisväxter. Inga underarter finns listade i Catalogue of Life.